# Torrvarpen
Torrvarpen är en sjö i Hällefors kommun i Västmanland och ingår i Göta älvs huvudavrinningsområde. Sjön är 65 meter djup, har en yta på 22,6 kvadratkilometer och befinner sig 174 meter över havet. Sjön avvattnas av vattendraget Gullspångsälven (Liälven).
Vid Torrvarpen ligger orten Grythyttan. Torrvarpen är den största sjö som ligger helt i Örebro län. Ett sund nära Grythyttan delar sjön i två olika stora delar. Den mindre, södra delen vid Lugnsälven (Södra Torrvarpen), är (till skillnad mot sjöns norra del) vid Jeppetorp i Hammarn, långsmal och grund. Torrvarpen är en mycket flikig sjö som framförallt omges av barrskog, myr- och mossmarker.

## Friluftsliv
Två badplatser finns i Torrvarpen. Den största ligger vid Grythyttan. Litet längre norrut finns badplatsen Storsand med naturlig sandstrand.

## Naturreservat
På Björskogsnäshalvön i Torrvarpen ligger det cirka 15 hektar stora naturreservatet Björskogsnäs. Reservatet bildades 1972. I Björskogsnäs blommar stora bestånd av guckusko i början av juni. Andra växter som man kan se i reservatet är orkidéerna brudsporre och tvåblad. Här finns även gullvivor, majvivor, kattfot, fältgentiana, smörbollar, darrgräs och jungfrulin. Ett stråk av urkalksten går genom Torrvarpen. Detta stråk finns bland annat vid Björskogsnäs, och det gör att marken där är kalkhaltig, vilket medför att växtligheten är rik, med många kalkgynnade arter.
I reservatet finns ett kalkstensbrott, där man förr bröt kalksten som behövdes för den järnhantering som förr bedrevs i Bergslagen. I närheten av kalkstensbrottet finns också en kalkugn, där kalken brändes.

## Galleri

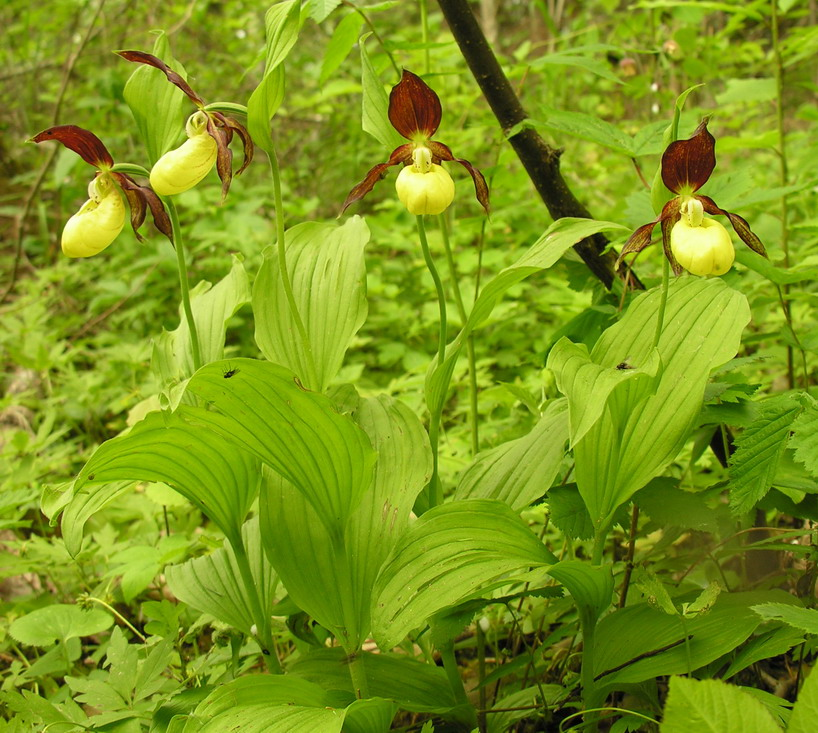
Guckuskon blommar i juni

## Delavrinningsområde
Torrvarpen ingår i delavrinningsområde (661477-142946) som SMHI kallar för Utloppet av Torrvarpen. Medelhöjden är 215 meter över havet och ytan är 106,99 kvadratkilometer. Räknas de 145 avrinningsområdena uppströms in blir den ackumulerade arean 1 942,48 kvadratkilometer. Gullspångsälven (Liälven) som avvattnar avrinningsområdet har biflödesordning 2, vilket innebär att vattnet flödar genom totalt 2 vattendrag innan det når havet efter 337 kilometer. Avrinningsområdet består mestadels av skog (64 procent). Avrinningsområdet har 25,05 kvadratkilometer vattenytor vilket ger det en sjöprocent på 23,4 procent. Bebyggelsen i området täcker en yta av 1,88 kvadratkilometer eller 2 procent av avrinningsområdet.